# Duszpasterstwo akademickie
Duszpasterstwo akademickie (DA) – zorganizowana działalność społeczna Kościoła będąca formą przeznaczoną dla grupy specjalnej wiernych: młodzieży akademickiej, studentów. Duszpasterstwa akademickie tworzone są przez diecezje oraz zakony (zwłaszcza dominikanów i jezuitów, których zakonny charyzmat szczególnie przemawia do młodzieży studiującej). Często koncentrują swoją działalność przy kościołach akademickich, będącymi nierzadko kościołami rektoralnymi (np. kościół św. Ducha i św. Stanisława Kostki w Toruniu).

## Historia
Pierwszym w Polsce duszpasterstwem akademickim był ośrodek przy krakowskim kościele św. Anny, założony w 1927.
Duszpasterstwa akademickie w okresie PRLu, jako ośrodki niezależnej myśli, były często przedmiotem inwigilacji służby bezpieczeństwa. Komunistyczne władze widziały w nich zagrożenie, jako miejscach, gdzie młodzież poznaje mankamenty narzucanego na zajęciach uniwersyteckich marksizmu i materializmu. Pierwsze działania mające na celu powołanie ogólnopolskiej organizacji duszpasterstwa akademickiego podjęto w 1952. Komisja Krajowa Duszpasterstwa Akademickiego rozpoczęła działalność w 1953. Pierwszy dokument prawny regulujący działalność pastoralną w środowisku szkół wyższych wydano 9 maja 1953. Konferencja Episkopatu Polski zatwierdziła wówczas Wytyczne dla Duszpasterstwa Akademickiego (czternaście punktów w trzech rozdziałach). W 1963 na łonie Komisji Krajowej podjęto prace mające na celu zredagowanie nowego regulaminu działania. 6 czerwca 1967 biskup Jerzy Modzelewski podpisał Memoriał duszpasterzy akademickich do Najdostojniejszego Episkopatu Polski. Wyrażono w nim niepokój o przyszłość polskiego duszpasterstwa akademickiego. 24 listopada 1967 zatwierdzony został przez Episkopat Polski Regulamin Duszpasterstwa Akademickiego. Określał on zarówno ogólne zasady działania ruchu, jak również zadania duszpasterzy akademickich w diecezjach. 17 stycznia 1970 opracowana została nowa wersja regulaminu pod nazwą Statut Duszpasterstwa Akademickiego, który obowiązywał od 28 stycznia 1971.

## Cele
Duszpasterstwo akademickie służy formacji religijnej, nierzadko o ukierunkowanym profilu (np. duchowość ignacjańska). Formacja ma na celu kształtowanie w pełni dojrzałych chrześcijan, gotowych do wzięcia odpowiedzialności za swoje życie, założenia rodziny lub podjęcia powołania zakonnego lub kapłańskiego. Absolwent duszpasterstwa akademickiego, to potencjalny inteligent katolicki, czyli osoba biorąca odpowiedzialność, poprzez wykonywanie swojej pracy umysłowej, za społeczeństwo. Oprócz formacji religijnej, celem działania duszpasterstwa jest rozwój studentów w sferze intelektualnej i emocjonalnej, a także wspólne spędzanie wolnego czasu. W duszpasterstwach akademickich nierzadko poznają się przyszłe małżeństwa i zawiązują przyjaźnie na całe życie. Dla absolwentów DA tworzy się często duszpasterstwa postakademickie, przy czym przyjmuje się, że aby być jego członkiem nie można mieć więcej niż 35 lat.
Duszpasterstwa akademickie jako grupy społeczne charakteryzują się otwartością na nowe osoby, także te poszukujące.

## Organizacja
Prezbiter odpowiedzialny za duszpasterstwo akademickie (duszpasterz akademicki) sprawuje posługę sakramentalną wobec studentów, głosi katechezy i konferencje, organizuje dni skupienia i rekolekcje, a także spędza ze studentami wolny czas.
Za działanie duszpasterstwa są odpowiedzialni również jego członkowie, zwani w zależności od tradycji danego DA koordynatorami, pilotami, szefami czy odpowiedzialnymi. W ramach duszpasterstwa często odbywają się różne spotkania (np. grupa medytacyjna, wolontariat, lektorzy, schola liturgiczna, zespół uwielbieniowy, grupa taneczna, medialna, dziennikarska, dyskusyjna, spotkania tylko dla kobiet i tylko dla mężczyzn). W takim wypadku rozróżnia się odpowiedzialnych za całe DA i odpowiedzialnych za poszczególne grupy. Centrum życia DA jest niedzielna eucharystia sprawowana wieczorem (niekiedy zwana „dziewiętnastką” lub „dwudziestką”). W wielu DA po niedzielnej mszy św. odbywa się wspólny posiłek lub integracja.
Duszpasterzami akademickimi byli m.in. o. Joachim Badeni OP, o. Tomasz Pawłowski OP, o. Władysław Wołoszyn SJ, o. Jan Góra OP, o. Adam Szustak OP, ks. Piotr Pawlukiewicz czy ks. Mieczysław Maliński.

## Duszpasterstwo akademickie a uczelnie publiczne
Art. 12 ust. 5 Konkordatu stanowi, iż „Kościół Katolicki korzysta ze swobody prowadzenia katechezy dla dorosłych, łącznie z duszpasterstwem akademickim”. Niewątpliwie Duszpasterstwo Akademickie winno przypominać środowisku akademickiemu, zapominaną prawdę, iż „wiara i rozum są jak dwa skrzydła, na których duch ludzki unosi się ku kontemplacji prawdy”. Wieloletnia i oparta na wzajemnym szacunku i autonomii współpraca DA z uniwersytetem może skutkować np. możliwością akcji ewangelizacyjnej na kampusie uniwersyteckim, kolędy w akademikach czy organizacji osobnej sceny podczas juwenaliów dla zespołów chrześcijańskich (np. „Jezualia” na UMK).